# Chāmpa
Chāmpa är en ort i Indien.   Den ligger i distriktet Janjgir-Champa och delstaten Chhattisgarh, i den centrala delen av landet, 900 km sydost om huvudstaden New Delhi. Chāmpa ligger 254 meter över havet och antalet invånare är 41 252.
Terrängen runt Chāmpa är mycket platt. Runt Chāmpa är det tätbefolkat, med 297 invånare per kvadratkilometer. Chāmpa är det största samhället i trakten. Trakten runt Chāmpa består till största delen av jordbruksmark.